# Port-Sainte-Foy-et-Ponchapt
Port-Sainte-Foy-et-Ponchapt är en kommun i departementet Dordogne i regionen Nouvelle-Aquitaine i sydvästra Frankrike. Kommunen ligger i kantonen Vélines som tillhör arrondissementet Bergerac. År 2022 hade Port-Sainte-Foy-et-Ponchapt 2 515 invånare.

## Befolkningsutveckling
Antalet invånare i kommunen Port-Sainte-Foy-et-Ponchapt
Referens:INSEE